# Гравье, Бернар
Бернар Гравье (фр. Bernard Gravier, 20 февраля 1881, Тулон, департамент Вар, Франция — 14 августа 1923, Париж) — французский фехтовальщик-шпажист, олимпийский чемпион 1908 года в командных состязаниях.

## Биография
Выступал в 1908 году на Олимпийских играх в Лондоне. В индивидуальном первенстве шпажистов выбыл во втором раунде, но стал олимпийским чемпионом в команде.